# Olga Gere
Pour les articles homonymes, voir Gere.
Olga Gere-Pulić (née le 27 septembre 1942 à Novi Sad) est une athlète serbe, spécialiste du saut en hauteur. 
Concourant sous les couleurs de la Yougoslavie, elle remporte la médaille d'argent du saut en hauteur aux championnats d'Europe 1962, devancée par la Roumaine Iolanda Balaş.
Elle participe à deux Jeux olympiques : éliminée en qualifications en 1960 à Rome, elle se classe 7e des Jeux de 1964 à Tokyo.